# My&Co.
My&Co.（マイコ ）は、日本の女性シンガーソングライター。富山県生まれ。身長156cm。所属レコード会社はArtpool RECORDS。

## 来歴
富山県出身。愛知県知立市を中心に活動するインディーズ女性シンガーソングライター。

### 2011年 - 2014年
インディーズヒップホップグループのLi-Luckのsecretに見出されレーベルstudioSoCoからインディーズデビューをする。 2012年11月14日holy the 1stの楽曲『Closing answer feat.My&Co.』にて、featuring参加という形で楽曲を全国配信する。

### 2015年 -
2015年11月、ミニアルバム『flower road』が全国配信、世界配信される。CD版は限定流通ミニアルバムとしてリリースされている。その際、そのミニアルバムの3曲目に収録されている『クラウン』等、楽曲のテーマ、モチーフとして『権力』というものを使い、この日本社会というものは資本主義というものの中に見えない『権力者』というものが存在しているというこの着眼点とテーマ、モチーフに関して宇多田ヒカルが1stアルバム『First Love』を発売した時を彷彿させると話す音楽評論家も多い程であると言われている。
2015年2月、愛知県、知立市、刈谷市を中心に放送されるラジオ放送局(FM放送)Pitch FMにてラジオ番組『Dream Road』にて、日紫喜隼人と共にラジオパーソナリティーに専任される。番組の評価は異常に高く、特に2015年2月にリピート放送を含め4回に分けられて流された第1回放送の際、ゲストにLi-LuckのQUICKとsecretが出演した回の放送は神がかっていたと言われており、放送された区域が愛知県知立市、刈谷市近辺に限られていたのにも限らず、日本中あちこちで携帯の無料アプリがダウンロードされ、業界関係者各位この放送を聞く為に時間を空けた事は1つ話題になっている。その際、日本テレビの番組『ガキの使いやあらへんで!』の年末に放送される『笑ってはいけない』シリーズ等、裏方で関わる日本テレビディレクターの前野大介が放送に関して絶賛の声をあげている。また、日本各所のキリスト教会関係者各位、精神病院等の関係者等この番組のこの回の放送を聞く為に多くの人が耳を傾けた事は一つ話題になっている。

## ディスコグラフィ

### CDミニアルバム
- 『flower road』　（2015年11月11日-限定流通)

### 配信
- 『flower road』　（2015年11月11日）

### 参加作品
- holy the 1stシングル「Closing answer feat.My&Co.」 (2012年11月14日-配信)